# Absolute Dance opus 36
Absolute Dance opus 36, er en CD-udgivelse og kompilation i serien Absolute Dance udgivet i 2002.

## Spor
1. Safri Duo feat. Michael McDonald – "Sweet Freedom" (Radio Edit)
2. DJ Aligator Project – "Stomp!" (Radio Edit)
3. Mukupa feat. Kid Creole – "I'm Not Your Papa"
4. Beatchuggers vs. Ray Dee Ohh – "Mandags-Stævnemøde" (Remix Edit)
5. DB Boulevard – "Point Of View" (Radio Edit)
6. Junior Senior – "Move Your Feet" (Feat. Thomas Troelsen)
7. Goldtrix pres. Andrea Brown – "It's Love (Trippin')" (Serious Radio Edit)
8. Barcode Brothers – "SMS" (Radio)
9. CRW feat. Veronica – "Like A Cat" (Andrew Edit)
10. Sophie Ellis-Bextor – "Murder On The Dancefloor"
11. DJ Sammy & Yanou feat. Do – "Heaven" (S'n'Y Radio Edit)
12. Lasgo – "Alone" (Scandinavian Radio Edit I)
13. Mad'House – "Like A Prayer" (Radio Edit)
14. 4 Clubbers – "Children" (Club Radio Edit)
15. X-Press 2 feat. David Byrne – "Lazy" (Radio Edit)
16. 4 Strings – "Take Me Away (Into The Night)" (Vocal Radio Mix)
17. P-Control – "Clown-Song" (Radio 'Censored' Mix)
18. Matanka – "Lost In A Dream" (Butterfly Hyper Edit)
19. Daniel Bedingfield – "Gotta Get Thru This"
20. Shy Fx & T Power feat. DI – "Shake UR Body" (Radio Edit)